# SRGB

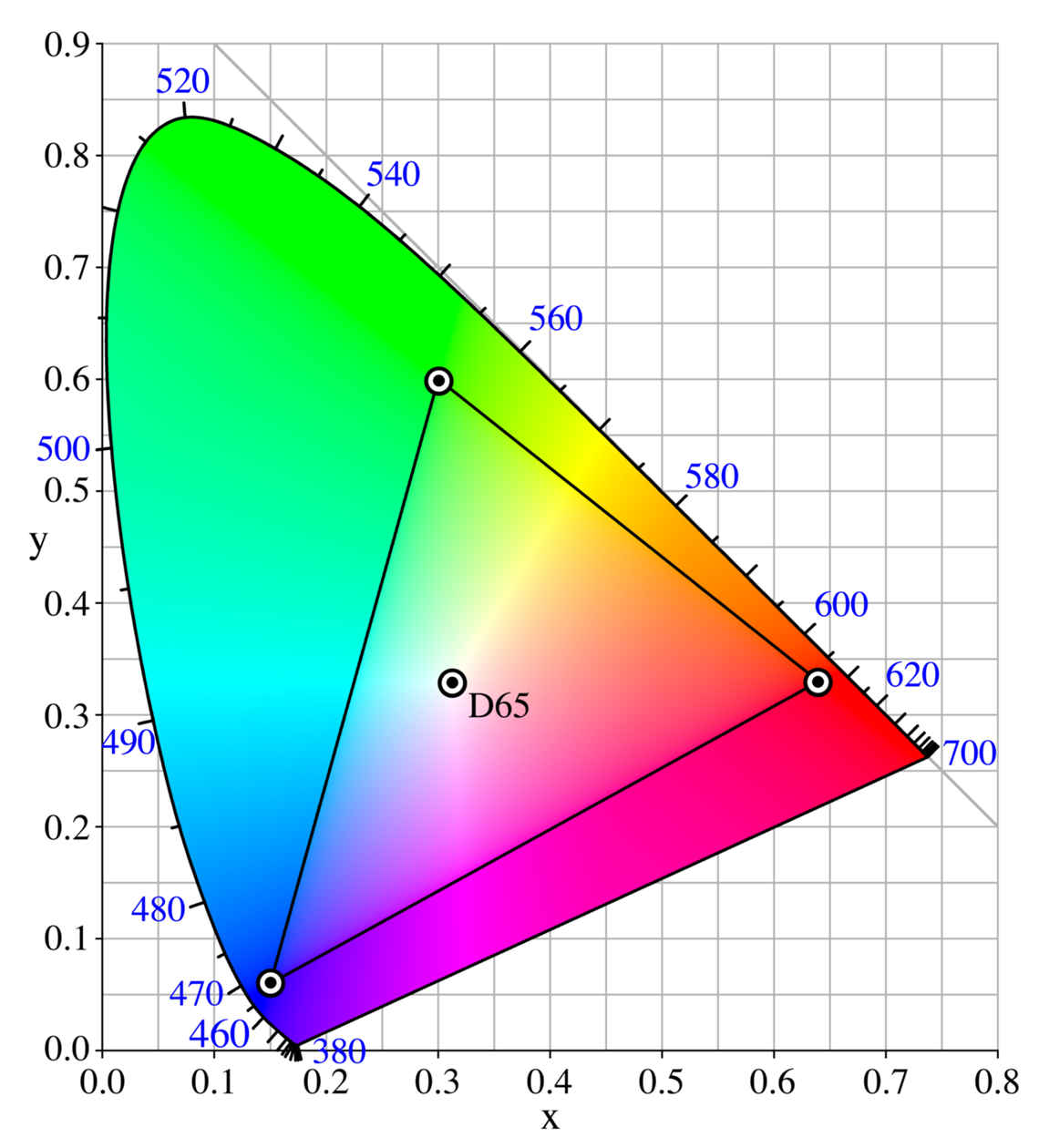
Спектр цветов sRGB среди общего спектра доступных человеческому глазу цветов очерчен треугольником

sRGB (standard RGB) является стандартом представления цветового спектра с использованием модели RGB. sRGB создан совместно компаниями HP и Microsoft в 1996 году для унификации использования модели RGB в мониторах, принтерах и Интернет-сайтах.
sRGB использует основные цвета, описанные стандартом BT.709, аналогично студийным мониторам и HD-телевидению, а также гамма-коррекцию, аналогично мониторам с электронно-лучевой трубкой. Такая спецификация позволила sRGB в точности отображаться на обычных CRT-мониторах и телевизорах, что стало в своё время основным фактором, повлиявшим на принятие sRGB в качестве стандарта. 
В отличие от большинства других цветовых пространств RGB, гамма в sRGB не может быть выражена одним числовым значением, так как функция коррекции состоит из линейной части около чёрного цвета, где гамма равна 1,0, и нелинейной части до значения 2,4 включительно. Приблизительно можно считать, что гамма равна 2,2. Гамма может изменяться от 1,0 до 2,3. В основном этот параметр больше маркетологический, так как его нельзя брать как какую-то конкретную переменную (как контрастность или яркость). Скорее всего, это совокупность свойств матрицы, её качество изготовления, материалов и других факторов. Из-за этого некоторые производители не указывают этот параметр.

## Техническое описание стандарта
Для перевода линейных значений из пространства XYZ (CIE 1931 color space) в sRGB используется следующая матрица:
{\displaystyle {\begin{bmatrix}R_{\mathrm {linear} }\\G_{\mathrm {linear} }\\B_{\mathrm {linear} }\end{bmatrix}}={\begin{bmatrix}3,2406&-1,5372&-0,4986\\-0,9689&1,8758&0,0415\\0,0557&-0,2040&1,0570\end{bmatrix}}{\begin{bmatrix}X\\Y\\Z\end{bmatrix}}}
Здесь {\displaystyle R_{\mathrm {linear} }}, {\displaystyle G_{\mathrm {linear} }} и {\displaystyle B_{\mathrm {linear} }} определены в диапазоне {\displaystyle [0,1]}.  Координаты белой точки, таким образом, составляют {\displaystyle (X,Y,Z)=(0,9505;1,0000;1,0890)}. 
Далее, для каждого из значений {\displaystyle R_{\mathrm {linear} }}, {\displaystyle G_{\mathrm {linear} }} и {\displaystyle B_{\mathrm {linear} }} используется формула
{\displaystyle C_{\mathrm {srgb} }={\begin{cases}12.92C_{\mathrm {linear} },&C_{\mathrm {linear} }\leq 0.0031308\\(1+a)C_{\mathrm {linear} }^{1/2.4}-a,&C_{\mathrm {linear} }>0.0031308\end{cases}}}
- где {\displaystyle a=0,055}

Эти значения также находятся в диапазоне {\displaystyle [0,1]} и для перевода в {\displaystyle [0,255]} их нужно умножить на 255 и округлить.

## Альтернативы

Область цветов sRGB в сравнению с альтернативными стандартами

Ввиду того, что многие современные телевизоры и мониторы имеют цветовой охват, значительно превышающий область sRGB, были выдвинуты альтернативы, одна из которых - AdobeRGB, принятая в 1998 году.
Переводить из sRGB в другие модели и обратно накладно и неудобно, поэтому Microsoft и HP расширили пространство sRGB, допустив отрицательные значения. Полный диапазон отдельного компонента: от -0,5 до 7,5. 80 % цветов sRGB не имеют физического аналога, но физически достоверные можно закодировать. У scRGB стандартизованы линейные и нелинейные представления в 8, 12 и 16 битах, такие, что преобразование между нелинейными scRGB и sRGB может быть произведено в целых числах.